# 1973-as Formula–1 francia nagydíj
Az 1973-as Formula–1 világbajnokság nyolcadik futama a francia nagydíj volt.

## Futam
| Helyezés | #  | Versenyző            | Csapat/Motor      | Futott körök | Idő/Kiesés oka     | Rajthely | Pontszám |
| -------- | -- | -------------------- | ----------------- | ------------ | ------------------ | -------- | -------- |
| 1        | 2  | Ronnie Peterson      | Lotus-Ford        | 54           | 1:41:37,4          | 5        | 9        |
| 2        | 6  | François Cevert      | Tyrrell-Ford      | 54           | 40,92              | 4        | 6        |
| 3        | 10 | Carlos Reutemann     | Brabham-Ford      | 54           | 46,48              | 8        | 4        |
| 4        | 5  | Jackie Stewart       | Tyrrell-Ford      | 54           | 46,93              | 1        | 3        |
| 5        | 3  | Jacky Ickx           | Ferrari           | 54           | 48,9               | 12       | 2        |
| 6        | 27 | James Hunt           | March-Ford        | 54           | + 1:22,54          | 14       | 1        |
| 7        | 4  | Arturo Merzario      | Ferrari           | 54           | + 1:29,19          | 10       |          |
| 8        | 7  | Denny Hulme          | McLaren-Ford      | 54           | + 1:29,53          | 6        |          |
| 9        | 21 | Niki Lauda           | BRM               | 54           | + 1:45,76          | 17       |          |
| 10       | 12 | Graham Hill          | Shadow-Ford       | 53           | + 1 kör            | 16       |          |
| 11       | 20 | Jean-Pierre Beltoise | BRM               | 53           | + 1 kör            | 15       |          |
| 12       | 19 | Clay Regazzoni       | BRM               | 53           | + 1 kör            | 9        |          |
| 13       | 24 | Carlos Pace          | Surtees-Ford      | 51           | + 3 kör            | 18       |          |
| 14       | 25 | Howden Ganley        | Iso Marlboro-Ford | 51           | + 3 kör            | 24       |          |
| 15       | 29 | Rikky von Opel       | Ensign-Ford       | 51           | + 3 kör            | 25       |          |
| 16       | 11 | Wilson Fittipaldi    | Brabham-Ford      | 50           | + 4 kör            | 19       |          |
| Kiesett  | 8  | Jody Scheckter       | McLaren-Ford      | 43           | Baleset            | 2        |          |
| Kiesett  | 1  | Emerson Fittipaldi   | Lotus-Ford        | 41           | Baleset            | 3        |          |
| Kiesett  | 23 | Mike Hailwood        | Surtees-Ford      | 29           | Olaj szivárgás     | 11       |          |
| Kiesett  | 9  | Andrea de Adamich    | Brabham-Ford      | 28           | Féltengely         | 13       |          |
| Kiesett  | 15 | Reine Wisell         | March-Ford        | 20           | Túlmelegedés       | 22       |          |
| Kiesett  | 16 | George Follmer       | Shadow-Ford       | 16           | Üzemanyag rendszer | 20       |          |
| Kiesett  | 26 | Henri Pescarolo      | Iso Marlboro-Ford | 16           | Túlmelegedés       | 23       |          |
| Kiesett  | 14 | Jean-Pierre Jarier   | March-Ford        | 7            | Féltengely         | 7        |          |
| Kiesett  | 17 | Jackie Oliver        | Shadow-Ford       | 0            | Kuplung            | 21       |          |

## Statisztikák
Vezető helyen:
- Jody Scheckter: 41 (1-41)
- Ronnie Peterson: 13 (42-54)

Ronnie Peterson 1. győzelme, Jackie Stewart 16. pole-pozíciója, Denny Hulme 7. leggyorsabb köre.
- Lotus 51. győzelme.